# Аматенанго-дель-Валье
Аматенанго-дель-Валье (исп. Amatenango del Valle) — посёлок в Мексике, штат Чьяпас, входит в состав одноимённого муниципалитета и является его административным центром. Численность населения, по данным переписи 2020 года, составила 5920 человек.

## Общие сведения
Название посёлка составное: Amatenango с языка науатль можно перевести как — огороженная деревня, а Valle с испанского — долина.
Поселение было основано до прибытия колонизаторов народом цельтали.
В 1486 году оно было захвачено ацтеками во главе с генералом Тильтотлем.
В 1700-х годах испанские миссионеры занимались евангелизацией местного населения и добавили к названию посёлка имя Святого Франциска.
В 1712 году местное население принимало активное участие в восстании коренных народов.
В 1950 году через посёлок прошло панамериканское шоссе.